# 于福
于福（？年—？年），陝西隆德縣人，歳貢，成化十年任四川鄰水縣知縣，削山砌石建城。髙一丈五尺。周四里。計七百二十丈。設城門四座：迎陽門、永寧門、鎮安門、安慶門。又修衙署，勤政事，平徭役，以廉能著，民受其惠，祀名宦祠。陞茂州知州。